# Zbigniew Pańpuch
Zbigniew Pańpuch (ur. 1968) – polski filozof, dr hab. nauk humanistycznych, adiunkt Instytutu Filozofii Wydziału Filozofii Katolickiego Uniwersytetu Lubelskiego Jana Pawła II.

## Życiorys
W 1994 ukończył studia filozoficzne w Katolickim Uniwersytecie Lubelskim, natomiast 15 listopada 2005 obronił pracę doktorską ARETE jako sposób spełniania się człowieka w życiu indywidualnym i społecznym według Platona i Arystotelesa, 28 stycznia 2016 habilitował się na podstawie pracy zatytułowanej Spór o cielesność. Analiza ujęć wybranych problemów u tomistów egzystencjalnych oraz propozycja wprowadzenia do antropologii filozoficznej rozróżnienia między ciałem a organizmem.
Piastuje stanowisko adiunkta w Instytucie Filozofii na Wydziale Filozofii Katolickiego Uniwersytetu Lubelskiego Jana Pawła II.

## Publikacje
- 2006: Męstwo jako jeden z filarów tożsamości mężczyzny[2]
- 2007: Platon i Arystoteles o rewolucji[2]
- 2007: Kłopotliwa własność?[2]
- 2008: Szczęście człowieka wg Platona i Arystotelesa[2]